# دهستان مرزداران
مرزداران، دهستانی است از توابع بخش مرزداران شهرستان سرخس در استان خراسان رضوی.
جمعیت این دهستان بر اساس سرشماری سال ۱۳۸۵ جمعیت آن (۷۱۲ خانوار) ۲٬۹۹۳ نفر 
است.

## جُستارهای وابسته
- فهرست دهستان‌های ایران

## منبع
1. ↑  «نتایج سرشماری ایران در سال ۱۳۸۵». درگاه ملی آمار. بایگانی‌شده از روی نسخه اصلی در ۲۱ آبان ۱۳۹۲.